# Treizième gouvernement de Croatie
République de Croatie
XIIe XIVe
Le treizième gouvernement de Croatie (en croate : Trinaesta Vlada Republike Hrvatske) est le gouvernement de la République de Croatie entre le 22 janvier et le 19 octobre 2016, durant la huitième législature de la Diète.

## Coalition et historique
Dirigé par le nouveau Premier ministre indépendant Tihomir Orešković, ce gouvernement est constitué et soutenu par une coalition de centre droit entre l'Union démocratique croate (HDZ) et Le Pont (MOST). Ensemble, ils disposent de 70 députés sur 151, soit 46,4 % des sièges de la Diète. Il bénéficie du soutien sans participation du Parti croate du Droit - Ante Starčević (HSP-AS), du Parti social-libéral croate (HSLS), du Parti du travail et de la solidarité (SRS) et de quatre partis mineurs, qui comptent ensemble 11 députés, soit 7,3 % des sièges de la Diète.
Il est formé à la suite des élections législatives du 8 novembre 2015.
Il succède donc au XIIe gouvernement, dirigé par le Premier ministre social-démocrate Zoran Milanović, constitué et soutenu par une coalition entre le Parti social-démocrate de Croatie (SDP) et le Parti populaire croate - Démocrates libéraux (HNS), bénéficiant du soutien sans participation du Parti croate des retraités (HSU).

### Formation
Au cours du scrutin parlementaire, la « Coalition patriotique » (DK), formée autour de la HDZ, arrive en première position mais avec une majorité relative, devançant de peu l'alliance « La Croatie croît », constituée autour du SDP. Après plus de soixante-quinze jours de discussions entre la DK et MOST, ces derniers arrivent à un accord, qui prévoit notamment que la direction du gouvernement ne revient pas au président de la HDZ Tomislav Karamarko, désigné premier Vice-Premier ministre, mais à un indépendant.
L'entrepreneur croate Tihomir Orešković, installé au Canada, est alors invité le 23 décembre 2015 par la présidente de la République Kolinda Grabar-Kitarović à former un nouveau cabinet dans un délai de trente jours. Celui-ci lui présente la liste de ses ministres le 21 janvier. Le lendemain, il se soumet au vote de confiance de la Diète, qu'il remporte par 83 voix pour, 61 contre, et 5 abstentions.

### Évolution
Dès le 28 janvier, le ministre des Anciens combattants Miro Crnoja est contraint à la démission, après ses propos controversés sur sa volonté de créer un « registre des traîtres à la patrie » et que la presse a révélé qu'il fraudait les impôts locaux,. Il est alors remplacé par le vice-ministre Vesna Nađ, issu du Parti social-démocrate dans la mesure où les postes de la haute administration ministérielle n'ont pas tous été renouvelés. Tomo Medved prend finalement la direction du ministère le 21 mars.

### Succession
Le cabinet est renversé le 16 juin, moins de cinq mois après sa prise de fonction. En effet, la Diète adopte une motion de censure par 125 voix pour, 15 contre et 2 abstentions. La veille, Tomislav Karamarko avait annoncé sa démission et la HDZ retiré son soutien à Tihomir Orešković.
Le 19 octobre, il est remplacé par le XIVe gouvernement de Croatie, également constitué de la HDZ et de MOST.

## Composition
| Image | Portefeuille                                                           | Nom | Nom                                      | Parti |
| ----- | ---------------------------------------------------------------------- | --- | ---------------------------------------- | ----- |
|       | Premier ministre                                                       |     | Tihomir Orešković                        | Aucun |
|       | Premier vice-Premier ministre                                          |     | Tomislav Karamarko (jusqu'au 16/06/2016) | HDZ   |
|       | Vice-Premier ministre                                                  |     | Božo Petrov (jusqu'au 13/10/2016)        | MOST  |
|       | Ministre des Affaires étrangères et européennes                        |     | Miro Kovač                               | HDZ   |
|       | Ministre de la Politique sociale et de la Jeunesse                     |     | Bernardica Juretić                       | Aucun |
|       | Ministre du Développement régional et des Fonds communautaires         |     | Tomislav Tolušić                         | HDZ   |
|       | Ministre de l'Intérieur                                                |     | Vlaho Orepić                             | MOST  |
|       | Ministre des Finances                                                  |     | Zdravko Marić                            | HDZ   |
|       | Ministre de la Défense                                                 |     | Josip Buljević                           | HDZ   |
|       | Ministre de la Santé                                                   |     | Dario Nakić                              | Aucun |
|       | Ministre de la Justice                                                 |     | Ante Šprlje                              | MOST  |
|       | Ministre de l'Administration publique                                  |     | Dubravka Jurlina Alibegović              | MOST  |
|       | Ministre de l'Économie                                                 |     | Tomislav Panenić                         | MOST  |
|       | Ministre de l'Entrepreneuriat et du Commerce                           |     | Darko Horvat                             | HDZ   |
|       | Ministre du Travail et des Retraites                                   |     | Nada Šikić                               | HDZ   |
|       | Ministre des Affaires maritimes, des Transports et des Infrastructures |     | Oleg Butković                            | HDZ   |
|       | Ministre de la Science, de l'Éducation et des Sports                   |     | Predrag Šustar                           | HDZ   |
|       | Ministre de l'Agriculture                                              |     | Davor Romić                              | MOST  |
|       | Ministre du Tourisme                                                   |     | Anton Kliman                             | HDZ   |
|       | Ministre de l'Environnement et de la Protection de la Nature           |     | Slaven Dobrović                          | MOST  |
|       | Ministre des Travaux publics et de l'Aménagement du territoire         |     | Lovro Kuščević                           | HDZ   |
|       | Ministre des Anciens combattants                                       |     | Miro Crnoja (jusqu'au 28/01/2016)        | HDZ   |
|       | Ministre des Anciens combattants                                       |     | Vesna Nađ (intérim)                      | SDP   |
|       | Ministre des Anciens combattants                                       |     | Tomo Medved (à partir du 21/03/2016)     | HDZ   |
|       | Ministre de la Culture                                                 |     | Zlatko Hasanbegović                      | HDZ   |